# Hervormde kerk (Brakel)
De Hervormde kerk (ook: Martinuskerk) is een protestants kerkgebouw te Brakel, gelegen aan Marktplein 4.

## Geschiedenis
Het is een bakstenen gotisch kerkgebouw met 15e-eeuws schip, dat op zich weer voortkwam uit een vergroting van een 14e-eeuws schip. Het koor is eind-15e-eeuws, en de toren is kort daarna gebouwd.
In 1944 werd de toren zwaar beschadigd door oorlogsgeweld. In 1950 werd het gebouw gerestaureerd.
De kerk is een driebeukige pseudobasiliek met vijfzijdig gesloten koor. De voorgebouwde toren heeft drie geledingen, een traptoren en een ingesnoerde spits. Aan de noordzijde bevindt zich een tufstenen fragment, afkomstig van een Romaanse voorganger.

## Interieur
De binnenruimte wordt overwelfd door houten tongewelven. De kerk bezit een overhuifde herenbank van eind 17e eeuw, een preekstoel met elementen in Lodewijk XIV-stijl (omstreeks 1740) en een orgel van 1898, gebouwd door de firma L. van Dam & Zn. Gerestaureerde gebrandschilderde wapenramen dateren van 1647-1709.